# Diplodus annularis
Il sarago sparaglione (Linnaeus, 1758) è un pesce appartenente alla famiglia degli Sparidi, diffuso nel mar Mediterraneo e nel mar Nero.

## Descrizione
È il più piccolo di tutti i saraghi: difficilmente supera i 20-25 centimetri di lunghezza.
È facilmente riconoscibile per la livrea grigio-argentea con sfumature giallastre e per le pinne ventrali gialle. La macchia nera presente sul peduncolo caudale si estende sul bordo inferiore.

## Biologia
È un pesce gregario negli stadi giovanili mentre da adulto abitualmente evita gli esemplari della stessa specie, ma si aggrega facilmente ad altre specie di saraghi, labridi e sciarrani.

### Alimentazione
Si nutre sia di alghe che di nematodi, molluschi, piccoli crostacei ed echinodermi.

### Riproduzione
È una specie ermafrodita proterandrica, sviluppa cioè caratteri maschili nelle prime fasi della vita e caratteri femminili negli stadi più avanzati.
La stagione di riproduzione è variabile: gennaio-marzo nel Mediterraneo orientale, aprile-giugno nel Mediterraneo occidentale, maggio-agosto nell'alto Adriatico e luglio-settembre nel mar Nero.

## Distribuzione e habitat
La specie è comune in tutto il bacino del Mediterraneo e nel mar Nero ed è presente ma meno comune anche nelle fasce costiere e nelle isole dell'Atlantico orientale dal Golfo di Guascogna al Marocco.
È ubiquitario, infatti lo si può ritrovare sia su fondali rocciosi o sabbiosi, prediligendo però le praterie di Posidonia oceanica e di Zostera. È strettamente costiero e si ritrova a profondità comprese tra 0 e 20 m (eccezionalmente fino a 100 m).

## Pesca
Viene catturato con tutte le tecniche di pesca sportiva che contemplino l'uso di esche naturali ed anche, in grande abbondanza, con le reti da posta. Non ha valore commerciale, a causa delle carni scarsamente saporite, anche se è l'ingrediente principe di alcune gustose zuppe di pesce (come il cacciucco livornese).